# Kanton Montiers-sur-Saulx
Kanton Montiers-sur-Saulx (fr. Canton de Montiers-sur-Saulx) byl francouzský kanton v departementu Meuse v regionu Lotrinsko. Tvořilo ho 13 obcí. Zrušen byl po reformě kantonů 2014.

## Obce kantonu
- Biencourt-sur-Orge
- Le Bouchon-sur-Saulx
- Brauvilliers
- Bure
- Couvertpuis
- Dammarie-sur-Saulx
- Fouchères-aux-Bois
- Hévilliers
- Mandres-en-Barrois
- Ménil-sur-Saulx
- Montiers-sur-Saulx
- Morley
- Ribeaucourt
- Villers-le-Sec